# Saint-Cyr Nugues
Saint-Cyr Nugues, dit « Cyr Nugues », né le 18 octobre 1774 à Romans dans le Dauphiné et mort le 25 juillet 1842 à Vichy, dans l'Allier, est un général français de la Révolution et de l’Empire.

## Biographie
Cyr Nugues naît le 18 octobre 1774 à Romans et est baptisé le même jour en l'église Saint-Barnard de Romans. Il est l'un des neuf enfants de Claude Étienne Nugues, négociant en vins et draps, et de son épouse, Charlotte Enfantin. 

### Sous la Révolution française et le Premier Empire
À la suite de ses études au collège de Navarre, il remporte le prix d'honneur au concours général. En 1791, il s'engage dans le 8e bataillon de volontaires de la Drôme, où exerce son frère aîné, alors capitaine. Il y obtient le grade de sergent. Des problèmes d'acuité visuelle l'obligent à quitter l'armée active. Il trouve alors une place d'aide-commissaire des guerres en octobre 1792, qui lui permet de se rendre auprès de l'armée des Pyrénées en 1792-1793, puis à l'état-major de l'armée d'Italie. 
Entre le 21 novembre 1793 et le 15 octobre 1794, sous la Terreur, il est directeur des bureaux du Comité de salut public. Son travail consiste à coordonner, et surtout à surveiller l'imposante machine bureaucratique qui ne cesse de s'enfler à mesure que s'étoffent les prérogatives du Comité de salut public - celle-ci comptera, au plus fort de l'an II, 54 bureaux réunis en 12 sections pour près de 400 employés. Il fut choisi car étant à l'époque l'ami intime de Marc-Antoine Jullien, fils aîné du couple Marc-Antoine et Rosalie Jullien, et qui deviendra agent de Robespierre pour le Grand Ouest.
Le 18 septembre 1799 il est intégré dans l'armée, avec le grade de sous-lieutenant provisoire, à l'état-major de l'armée d'Italie. Il est confirmé dans son grade de sous-lieutenant le 2 mai 1800. Lieutenant provisoire le 11 décembre 1800, puis capitaine provisoire le 28 janvier 1801, il est confirmé dans ce grade le 28 juillet 1801. Il est promu aide de camp du général Suchet le 2 janvier 1802. Il l'accompagne au camp de Saint-Omer, puis à la Grande Armée.
Ils font ensemble plusieurs campagnes en Allemagne, en Pologne, à Austerlitz, à Iéna, et à Pultusk. Il est chef de bataillon le 2 janvier 1807, puis adjudant-commandant le 22 octobre 1808.
En 1808, alors chef d'état-major, il est toujours au côté du général Suchet, qui est à la tête du 5e corps de l'armée d'Espagne. Saint-Cyr Nugues se distingue au siège de Lérida (29 avril au 14 mai 1810). Il négocie la capitulation de capitulation de Tortose le 2 janvier 1811. Il prend également d'assaut le fort de Francoli le 7 juin 1811, lors du siège de Tarragone (4 mai au 28 juin 1811). Il est créé Baron de l'Empire le 13 juillet 1811, puis est promu général de brigade le 6 août 1811. Il se distingue également à la prise de Valence du 26 décembre 1811 au 9 janvier 1812. Il devient chef d'état-major de l'Armée d'Aragon et de Catalogne en 1813. Il apprécie l'aide fournie par les troupes de l'Armée de Naples des généraux Severoli et Bertoletti. Il est fait chevalier de Saint-Louis le 27 juin 1814.
Il poursuit sa carrière militaire avec le maréchal Suchet dans l'armée des Alpes en 1815. Il est mis en non-activité le 1er octobre 1815.

### Au service du roi
Après vingt ans de carrière, le changement de régime politique en France l'amène à prendre sa retraite. Il rentre alors à Romans. De décembre 1816 à novembre 1821 il est maire de Chanos-Curson près de Romans. Le gouvernement de la Restauration ne tarde pas à lui confier, en 1818, la charge d'une commission ayant pour but la remise en état de la défense aux frontières. Les bases de ses travaux, proposées en 1818, ne seront définitivement adoptées qu'en 1830. Il participe à l' expédition d'Espagne comme chef d'état-major du général Lauriston le 18 juin 1823 et est au Siège de Pampelune en septembre suivant. Il est alors promu au grade de lieutenant-général le 18 novembre 1823.
Lors de la révolution belge en 1830, le ministère de la Guerre le fait appeler pour prendre part au siège d'Anvers, comme chef d'état-major général, sous les ordres du maréchal Gérard. Il y est blessé d'un éclat d'obus à l'épaule dans la nuit du 18 au 19 décembre 1832. Il est récompensé de ses services par sa nomination au titre de Pair de France le 26 janvier 1833. Il retrouve sa place de directeur du personnel des opérations militaires au ministère de la Guerre le 30 juillet 1834 où il anime plusieurs commissions. Le 6 février 1836, à la demande de Thiers, il établit la première liste des 384 noms des généraux gravés sur l'arc de triomphe de l'Étoile. Il est placé dans la section de réserve le 31 janvier 1840.
Saint-Cyr Nugues meurt le 25 juillet 1842 à Vichy. Il est d'abord inhumé au cimetière de Vichy, puis, en 1968, ses cendres sont transférées au cimetière de sa ville natale, Romans. 

## Hommages
- Il fait partie des 660 personnalités à avoir son nom gravé sous l'arc de triomphe de l'Étoile. Il apparaît sur la 39e colonne (l’Arc indique St CYR NUGUES).

## Distinctions
- Légion d'honneur
  - Chevalier de la Légion d'honneur le 16 août 1807
  - Officier de la Légion d'honneur le 18 juillet 1809
  - commandeur de la Légion d'honneur le 23 août 1814
  - Grand officier de la Légion d'honneur le 2 novembre 1823
  - Grand-croix de la Légion d'honneur le 9 janvier 1833
- Ordre royal et militaire de Saint-Louis
  - Chevalier de Saint-Louis le 27 juin 1814
- chevalier de 2e classe de l’Ordre de Saint-Stanislas (Russie)
- Grand-croix de l'Ordre de Léopold (Belgique).
- Chevalier de l'Empire, par lettres patentes du 18 août 1810.
- Baron de l'Empire, par décret du 2 mars 1811, et lettres patentes du 13 juillet 1811.

## Sources bibliographiques
- Virginie Martin,Archives : Saint-Cyr Hugues, le greffier de la Terreur, dans : L'Histoire, n°512, octobre 2023, pp.44-47.
- (en) « Generals Who Served in the French Army during the Period 1789 - 1814: Eberle to Exelmans »
- « Cote LH/2008/9 », base Léonore, ministère français de la Culture
- Thierry Pouliquen, « Les généraux français et étrangers ayant servis [sic] dans la Grande Armée » (consulté le 6 janvier 2015)
- « La noblesse d’Empire » (consulté le 6 janvier 2015)
- Georges Six, Dictionnaire biographique des généraux & amiraux français de la Révolution et de l'Empire (1792-1814), Paris : Librairie G. Saffroy, 1934, 2 vol., p. 410-411